# HD98664
HD98664 — хімічно пекулярна зоря спектрального класу B9, що має видиму зоряну величину в смузі V приблизно  4,0.
Вона  розташована на відстані близько 214,0 світлових років від Сонця.

## Фізичні характеристики
Зоря HD98664 обертається 
досить швидко 
навколо своєї осі. Проєкція її екваторіальної швидкості на промінь зору становить  Vsin(i)= 57км/сек.

## Пекулярний хімічний склад
Зоряна атмосфера HD98664 має підвищений вміст 
Si
.